# Les Kourbas
Les Kourbas (en ukrainien : Лесь Ку́рбас), né le 25 février 1887 à Sambir et mort fusillé le 3 novembre 1937 à Sandarmokh, est un acteur de théâtre et metteur en scène soviétique d'origine ukrainienne. Il a formé, avec Vsevolod Meyerhold et Evgueni Vakhtangov, l’avant-garde du théâtre soviétique dans les années 1920-1930. Il a été entre autres le premier artiste à présenter les pièces de Shakespeare sur la scène ukrainienne. Kourbas fait partie des figures centrales de la Renaissance fusillée.

## Biographie
Fils de Stepan et Wanda Kourbas, tous deux acteurs au Théâtre du discours ukrainien, Les Kourbas naît à Sambir, alors en Autriche-Hongrie. Il est scolarisé au gymnasium de Ternopil, puis intègre la faculté de la philosophie de l'université de Vienne en 1907. Il se passionne pour le théâtre et participe aux productions du théâtre d'étudiants de son université.
Sa carrière professionnelle commence dans la troupe de Hnat Khotkevytch au théâtre de Krasnoiillea (oblast d'Ivano-Frankivsk). Au moment de la déclaration de la Première Guerre mondiale il s'installe à Ternopil où il organise les soirées théâtrales. En 1917, invité par Nikolaï Sadovski, futur commissaire en chef pour l'organisation des théâtres populaires de la République populaire ukrainienne, Kourbas arrive à Kiev. Il y dirige le Jeune théâtre dont l'une des troupes formera son célèbre théâtre Berezil fondé en 1922, l'un des premiers théâtres soviétiques ukrainiens. Le nom du théâtre vient du nom ukrainien du premier mois de printemps - berezen (mars, qui lui-même vient du mot bouleau, bereza). La première représentation Octobre a lieu le 7 novembre 1922. Le théâtre Berezil à l'apogée de sa productivité ressemble 400 acteurs et compte six studios d'art dramatique (trois à Kiev et une à Bila Tserkva, à Ouman et à Odessa), une école et un musée. En 1926, le théâtre est transféré à Kharkiv (alors capitale de l'Ukraine soviétique) où la nouvelle saison est inaugurée avec le spectacle Les Tripes d'or de Fernand Crommelynck le 16 octobre 1926. Plusieurs artistes comme Mykola Koulich, Vadim Meller et Amvrossi Boutchma collaborent avec le théâtre de Kourbas.

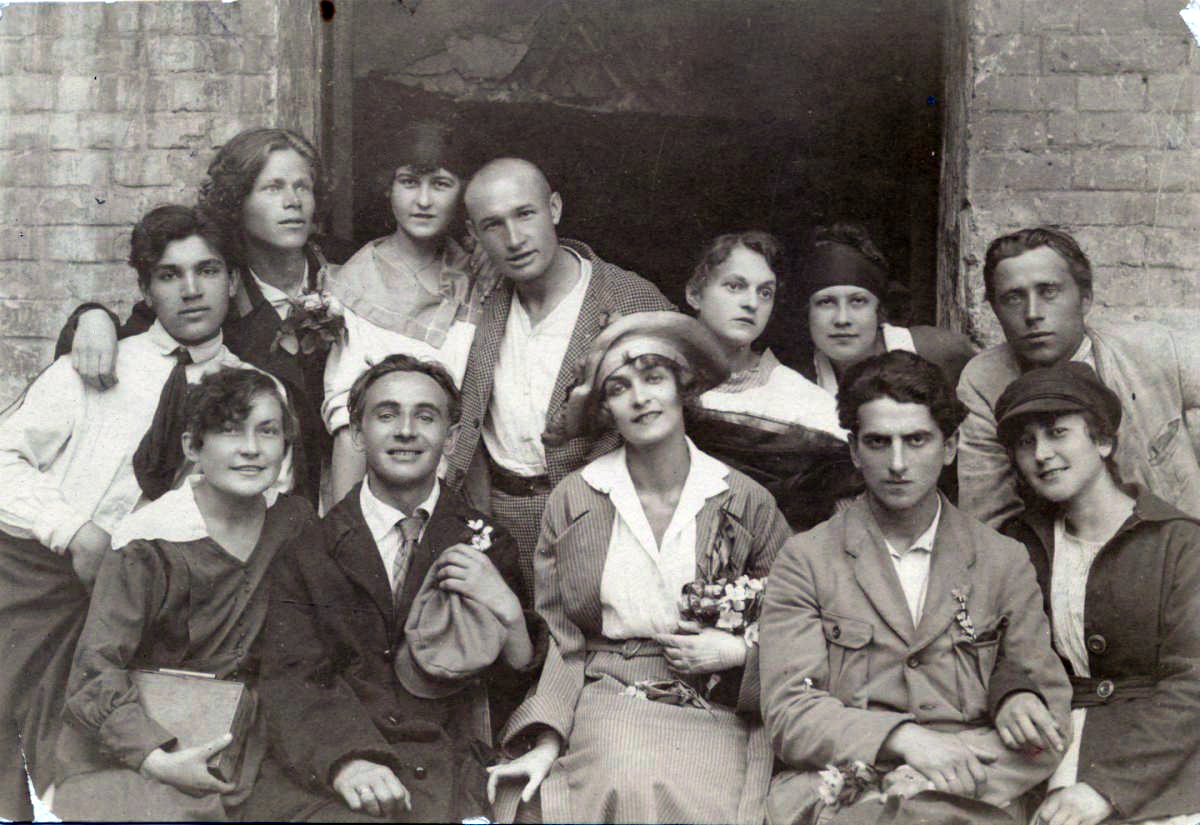
Des étudiants du théâtre Berezil en 1922 : Valentyna Tchistyakova, Bortnyk Démianovitch, Faust Lopatynski, Anna Babiivna et Zinaïda Pihoulovitch.

L'arrêt brutal de la politique d'ukrainisation, l'expose à des critiques de la censure communiste et à des accusations de nationalisme, notamment après le spectacle Maklena Grassa de Mykola Koulich en 1933.
En décembre 1933, alors qu'il est metteur en scène au théâtre Maly et au théâtre juif de Moscou, il est arrêté et accusé d'appartenance à l'organisation anti-soviétique ukrainienne. Il est condamné à cinq ans de travaux forcés en avril 1934 et passe successivement par les camps de Belbaltlag, Vygozero, Medvejiegorsk, Anzer (îles Solovki) où il tente encore de partager son expérience en atelier théâtre. En octobre 1937, la troïka du NKVD le condamne à la peine de mort.
Les Kourbas est exécuté le 3 novembre 1937 à Sandarmokh près de Medvejiegorsk, avec plusieurs autres représentants de l'intelligentsia ukrainienne, tels que Mykola Koulich, Hryhorii Epik, Valérian Pidmohylny, Ioulian Chpol, Valérian Polichtchouk, Myroslav Irchan et Mykola Zerov.

## Filmographie
- 1922 : Allumette suédoise (Шведская спичка)
- 1924 : Vendetta (Вендетта)
- 1924 : McDonald (Макдональд)
- 1925 : Les insurgés de l'Arsenal (Арсенальцы)

## Commémoration
Le Musée Les-Kourbas dans le raïon de Ternopil et le Musée national d'art Les-Kurbas à Sambir.

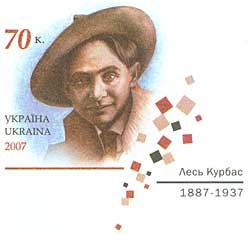
Les Kourbas sur un timbre ukrainien émis en 2007.